# Santa Monica (Surigao del Norte)
Santa Monica (Sapao) ist eine philippinische Stadtgemeinde in der Provinz Surigao del Norte. 
Sie liegt im Norden der Insel Siargao im Osten der Philippinen.
Die Gemeinde hat 8808 Einwohner (Zensus 1. August 2015).

## Baranggays
Santa Monica ist politisch in elf Baranggays unterteilt.
- Abad Santos
- Alegria
- Bailan
- Garcia
- Libertad
- Mabini
- Mabuhay (Pob.)
- Magsaysay
- Rizal
- T. Arlan (Pob.)
- Tangbo